# Anthony Cirelli
Anthony Cirelli (Etobicoke, Ontario, 15 de julio de 1997), apodado Rocko, es un jugador profesional canadiense de hockey sobre hielo que se desempeña en la posición de centro en Tampa Bay Lightning, equipo de la National Hockey League (NHL).

## Carrera
Fue seleccionado en la tercera ronda en la NHL Entry Draft de 2015. En 2017 hizo su debut profesional con el equipo Tampa Bay Lightning, donde lleva jugando siete temporadas.